# Castello di Castana
Il castello di Castana, chiamato anche Pallavicino-Trivulzio, è una costruzione situata nel comune italiano di Castana, in provincia di Pavia. L'edificio è posto a 290 m s.l.m. si trova nell'Oltrepò Pavese, su un rilievo che domina il borgo, in posizione dominante tra la val Versa e Scuropasso.

## Storia
Il castello è noto fin dal 974. Nel XIII secolo venne devastato e dato alle fiamme durante i combattimenti fra cremonesi e piacentini in lotta con il marchese del Monferrato rifugiatosi fra le sue mura. Nel 1531 fu parte del feudo di Broni, proprietà dei Beccaria, ai quali rimase fino al 1531, quando con la morte di Pietro Beccaria la famiglia si estinse. Passò alla famiglia Borromeo e successivamente agli Arrigoni e ai Pallavicino. La struttura attuale del castello probabilmente risale al XV secolo, fu trasformato in residenza di campagna nel XVII secolo.

## Struttura
Il fortilizio presenta linee tardo rinascimentali, ha una pianta irregolare con cortile interno, aperto su un lato. Un tempo era circondato da un fossato. Oggi si presenta come una struttura complessa comprendente abitazioni, cortile, cappella, sale di rappresentanza, stalle, magazzini, scuderie. Caratteristico è un grande terrazzo ricavato su di un lato. È stato ristrutturato e restaurato tra il 2004 ed il 2006 ed è di proprietà privata.

## Galleria d'immagini

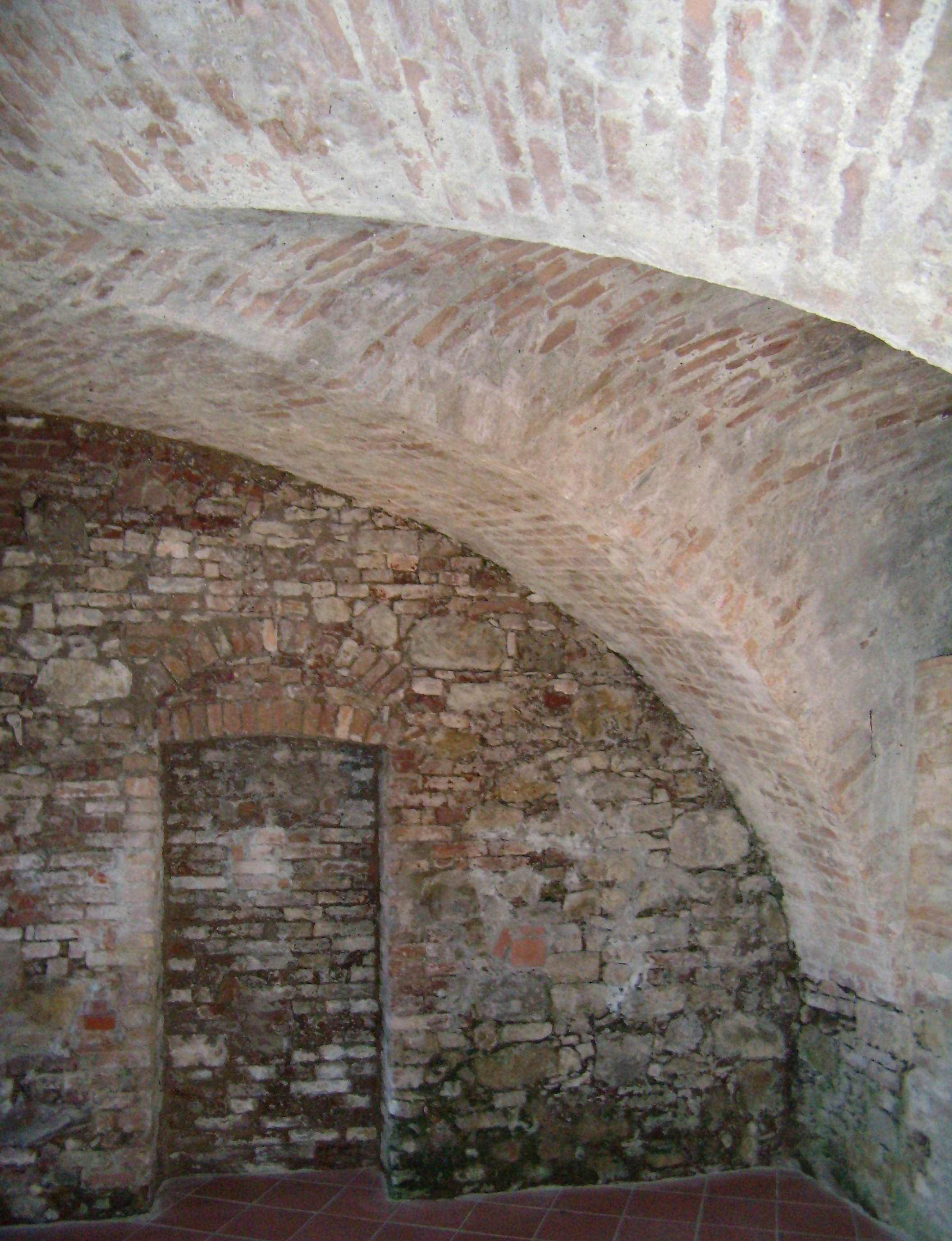
Cantine medievali
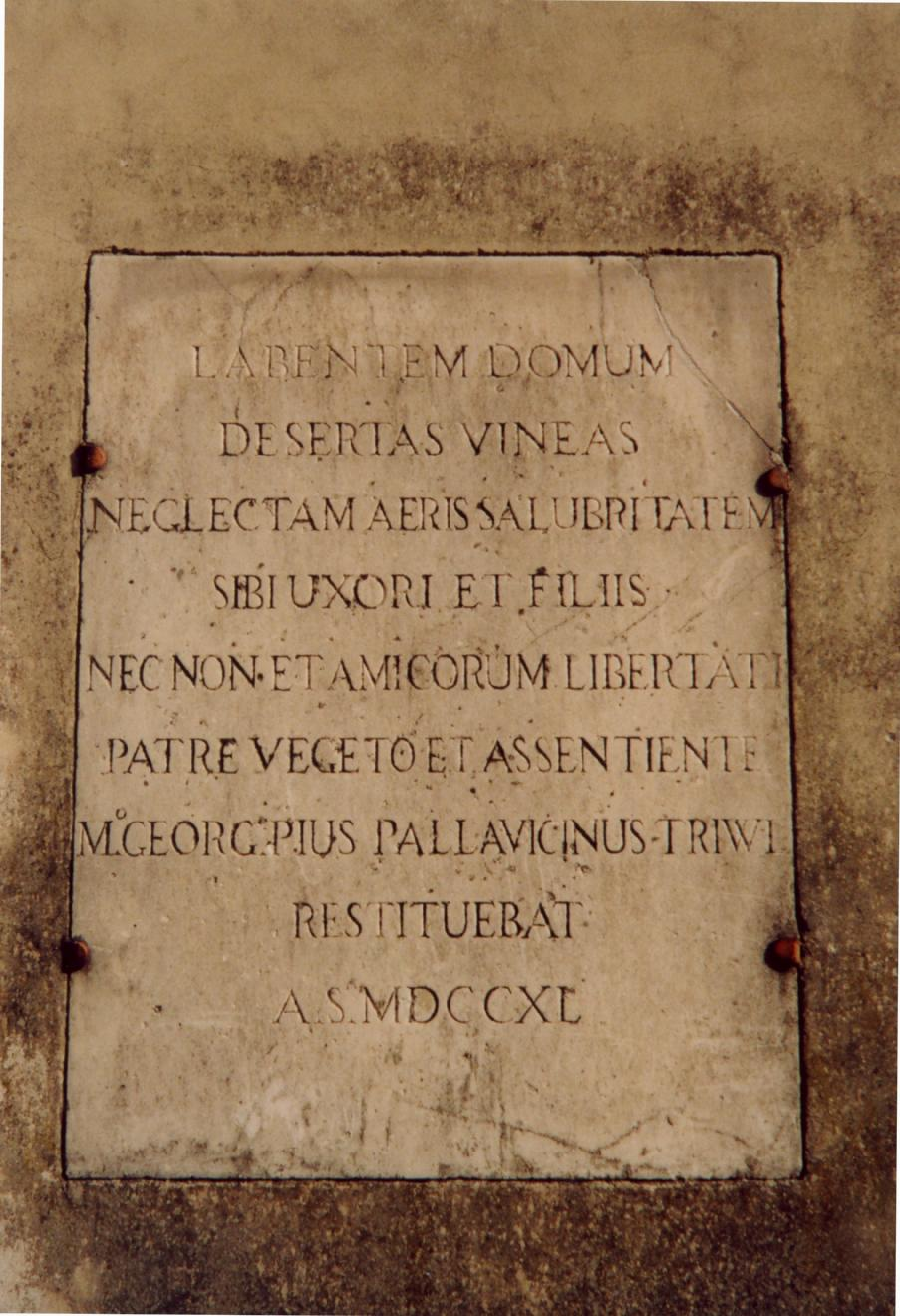
Lapide commemorativa del restauro del castello da parte del marchese Giorgio Pio Pallavicino Trivulzio (1740)
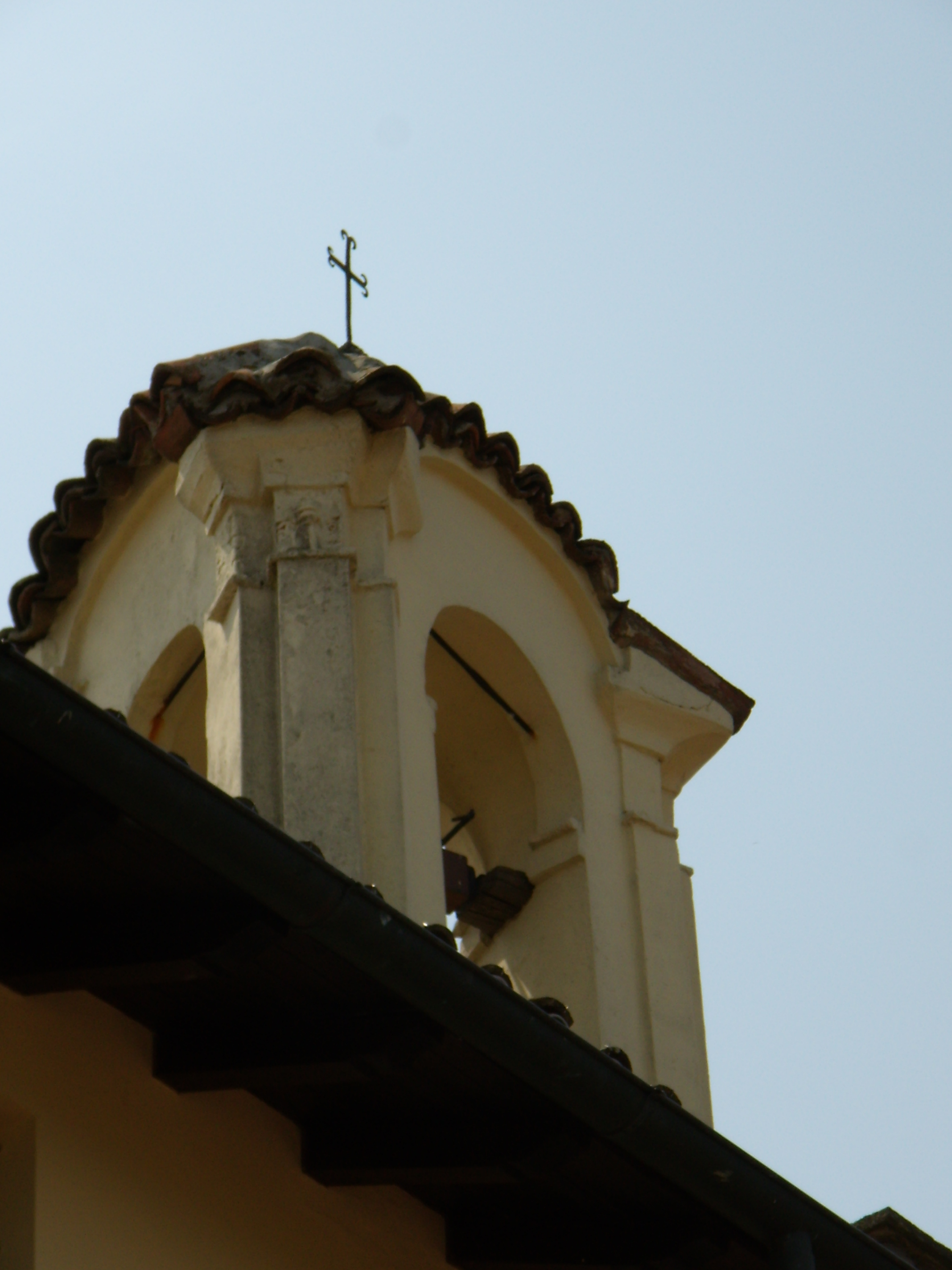
Particolare della cappella di San Carlo Borromeo (ora sconsacrata)
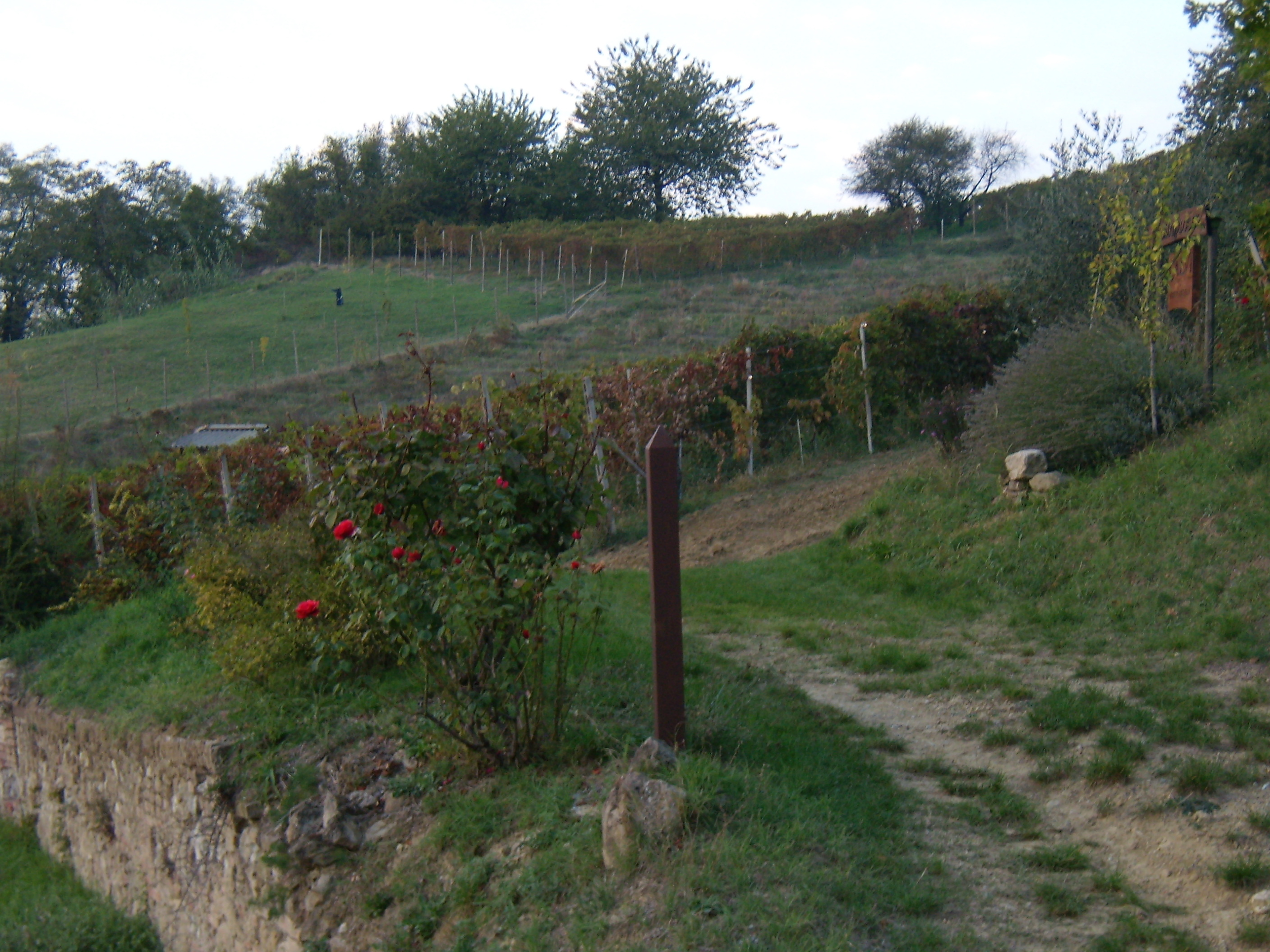
Parte dei vigneti una volta appartenenti al castello